# Piante C4

Fissazione del carbonio C4

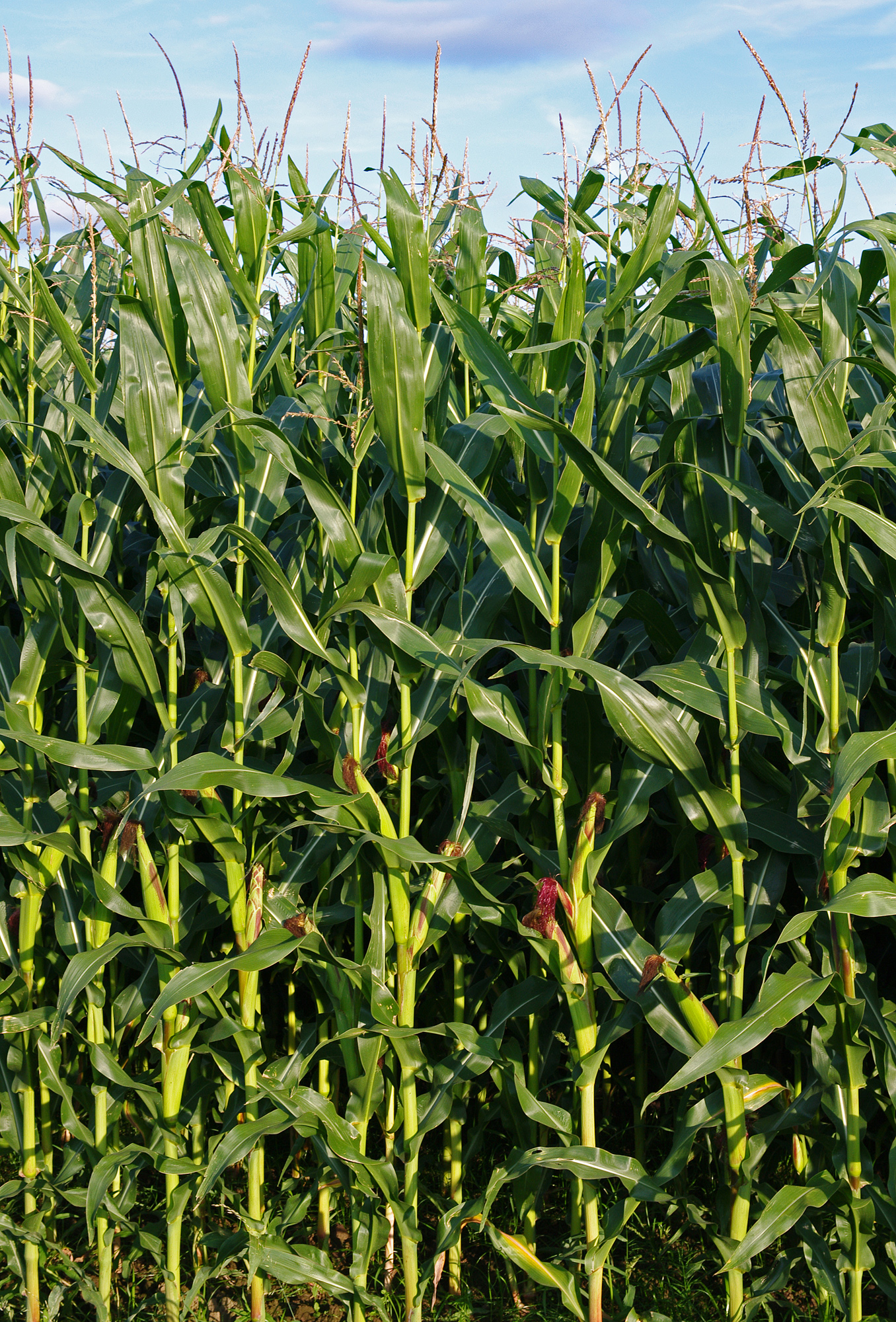
Il mais è una pianta C4

Si definiscono piante C4 alcune specie di piante dei climi caldi ma con ridotta disponibilità idrica, come ad esempio il mais, il sorgo e la canna da zucchero, che usufruiscono di una via differente per la fissazione della CO2 (uno dei passaggi necessari per portare a termine il processo fotosintetico). Queste piante hanno sviluppato una via alternativa al ciclo di Calvin-Benson, organizzata sulla presenza di due tipi di cellule funzionalmente e morfologicamente diverse, le cellule del mesofillo e quelle della guaina del fascio.
La fotosintesi C4 è perciò, insieme alla fotosintesi CAM, un adattamento adottato da alcune specie di piante, viventi in climi aridi, per risparmiare acqua nella fase di fissazione del carbonio. Questa via biosintetica fu scoperta nel 1966 da due ricercatori australiani, M. D. Hatch e C. R. Slack, e viene infatti anche indicata come via biosintetica di Hatch-Slack.

## Ciclo
In sostituzione del ribulosio-1-5-bisfosfato, che le piante con ciclo C3 utilizzano direttamente per questo processo, nelle specie C4 è stato riscontrato un diverso composto formato da 3 atomi di carbonio, l'acido fosfoenolpiruvico denominato PEP.
Nelle piante C3 l'enzima Rubisco fissa la CO2 nel 3-fosfatoglicerato: in questo processo a causa dell'attività della Rubisco una parte del substrato viene ossidata con consumo di energia (fotorespirazione). Le piante C4 hanno sviluppato un meccanismo più efficiente per far arrivare la CO2 all'enzima Rubisco.
L'enzima PEPcarbossilasi nelle cellule del mesofillo catalizza la reazione tra CO2 e PEP formando ossalacetato, un composto a 4 atomi di carbonio (che danno il nome al ciclo).
L'ossalacetato ad opera di una deidrogenasi si riduce a malato che diffonde attraverso i plasmodesmi nelle cellule adiacenti (quelle della guaina del fascio). Qui viene decarbossilato (cede un carbossile al ribulosio-1-5-difosfato). 
Qui poi il Ciclo di Calvin fissa per mezzo dell'enzima rubisco la CO2  riducendola a glucosio. 
Il piruvato, formato dalla decarbossilazione dell'ossalacetato, torna alle cellule del mesofillo dove viene fosforilato dall'ATP per formare nuovamente acido fosfoenolpiruvico e mantenere attivo il ciclo. 
Il processo a differenza delle piante a C3 avviene in due cellule differenti collegate fra di loro da una fitta rete di plasmodesmi: nelle cellule del mesofillo, disposte tipicamente a corona intorno alle cellule della guaina del fascio, che presentano l'oxygen evolving system, e quindi possono scindere l'acqua, viene sintetizzato il primo composto a C4 e NADPH, che vengono trasportati nelle cellule della guaina del fascio, dove il composto C4 viene decarbossilato con rilascio di CO2 che entra nel ciclo di Calvin. Queste cellule si differenziano da quelle del mesofillo poiché i loro plastidi non presentano l'oxygen evolving system, dunque presentano solo fotosistemi primari che producono ATP e non rilasciano ossigeno all'interno del plastidio. Così facendo si evita la fotorespirazione, che abbasserebbe il rendimento della fotosintesi. A livello delle cellule della guaina del fascio avviene il ciclo di Calvin, la fase buia della fotosintesi. In sostanza, le cellule del mesofillo funzionano da sistema di cattura e pompaggio di CO2 che ne rende più efficiente la fissazione e fa diminuire il grado di apertura degli stomi necessario per il suo assorbimento, con conseguente riduzione della perdita d'acqua. 
Nelle piante di tipo C4 il tasso di fotosintesi per unità di area fogliare (CO2 assorbita/peso in mg della clorofilla) raggiunge il suo massimo intorno ai 40 °C con elevata intensità luminosa, mentre nelle C3 tale massimale si aggira attorno ai 20 °C con moderata intensità luminosa. L'efficienza fotosintetica delle prime è maggiore delle seconde, come maggiore è il fattore di resistenza alle alte temperature e di conseguenza le potenzialità produttive risultano più alte.

## Morfologia fogliare
Le piante C4 hanno foglie con una particolare anatomia  che viene denominata Anatomia Kranz (corona).
Intorno ai fasci vascolari è presente una guaina di cellule fotosintetiche nei cui cloroplasti è contenuta tutto l'enzima RuBisCO della foglia.